# Simia Literario
Stichting Simia Literario (Papiamentu, letterlijk: literair zaad) is een organisatie van Nederlands Antilliaanse en Arubaanse schrijvers in Nederland, opgericht in 2001.
De groep heeft als activiteiten workshops en lezingen, een Literair Café, het organiseren van podiumactiviteiten, het verzorgen van radio- en televisie-interviews, een boekenmarkt, het uitgeven van bloemlezingen en het debatteren over werk van de leden.
De groep organiseerde schrijfwedstrijden met uitreiking van Simia Literario-oorkonden (2003 en 2004) en nam deel aan activiteiten als Nederland Leest (2006) en Caribbean Express (2007).

## Uitgaven van Simia Literario
- Caribbean Waves of Words (2003), gedichten en korte verhalen
- Bentana Habri (2004), gedichten en korte verhalen
- Cosecha / Kosecha (2006), cd met declamatie van gedichten van en door 7 Simia Literario-leden
- Fruta Hecho / Rijpe Vruchten (2006), gedichten van Workshopdeelnemers 2006
- Symbiose tussen Pen en Penseel (2008), gedichtenbundel met illustraties Workshopdeelnemers 2008
- Nostalgia na fin di Aña / Nostalgie aan het eind van het jaar (2009), verhalen en gedicht, Simia Literario-leden
- Wie ik ben / Ta ken mi ta (2011), bloemlezing van gedichten en proza rond identiteit, Simia Literario-leden
- Ontmoet Tula / Topa Tula (2012), bloemlezing van gedichten en één verhaal rond Tula, de leider van de opstand tegen slavernij in 1795 op Curaçao, Simia Literario-leden en anderen, samengesteld door Giselle Ecury en Olga Orman

## Leden (selectie)
- Giselle Ecury
- Eugènie Herlaar
- Joyce Herry
- Alida Kock
- Joan Leslie
- Charlton G. Marcos
- Quito Nicolaas
- Olga Orman
- Libèrta Rosario
- Lambertha Souman
- Richard de Veer
- Frida Winklaar-Domacassé
- Gerarda Lauf